# Johan de Mepsche

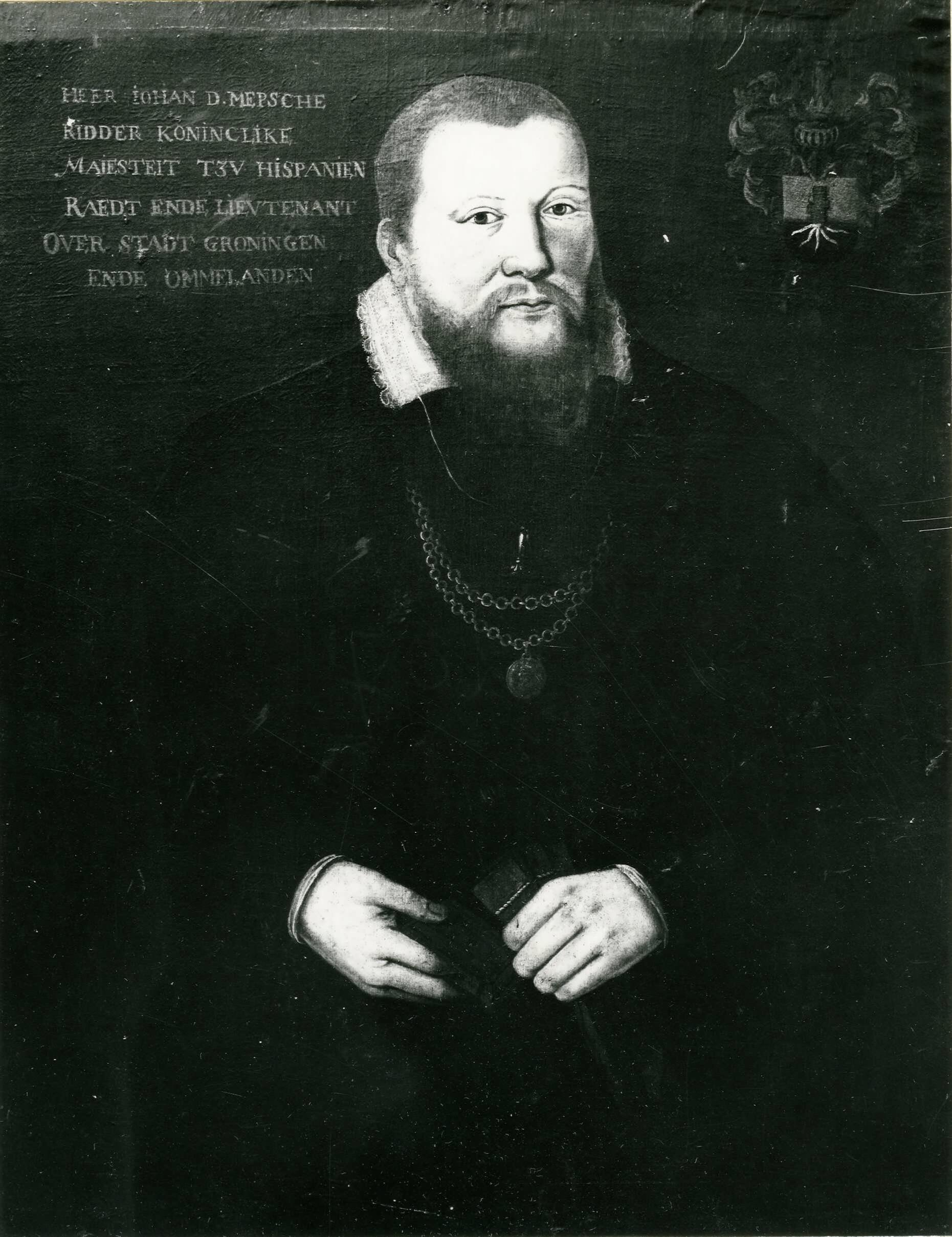
Portret van Johan de Mepsche

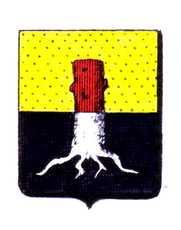
Familiewapen de Mepsche

Johan de Mepsche (Groningen ca. 1520 – Loppersum 7 april 1585) was ridder, luitenant der Hoofdmannenkamer te Groningen, proost te Loppersum, hoveling te Duirsum in Den Ham, Loppersum, Stedum en Scharmer. Hij was een toegewijd dienaar van de Spaanse koning en zijn regering en werd berucht als ketterjager.

## Afkomst
De familie De Mepsche stamde uit een van oorsprong Drents geslacht dat zijn wortels had in Westdorp, nabij Borger. Telgen van het geslacht trokken waarschijnlijk al in de veertiende eeuw naar Groningen. Bij de stichting (in 1479) van het Mepschengasthuis in de Oude Kijk in 't Jatstraat was indirect een lid van de familie Mepsche betrokken.

## Jeugd en opleiding
Johan was de zoon van Evert de Mepsche en Anna Jarges. Zijn grootvader sneuvelde in 1501 tijdens een bloedige aanval van de stad Groningen op Appingedam. Zijn vader was raadsheer van de stad Groningen. Johan volgde daar de klassieke lessen op de befaamde latijnse Sint Maartenschool. Zijn moeder overleed in 1541 en zijn vader vertrok daarna naar Duitsland met zijn negen kinderen. 
Johan de Mepsche ging in 1541 aan de Universiteit van Ingolstadt studeren. Daar was Viglius hoogleraar rechten en deze nam Johan in dienst als zijn assistent en gaf hem onderdak in zijn huis. Op voorspraak van Viglius werd Johan assessor namens Bourgondië bij het Rijkskamergerecht in Spiers. Die functie had Viglius eerder ook gehad en het inkomen bedroeg 700 carolus goudguldens. In 1543 volgde Johan zijn oom Rudolf de Mepsche op als proost van Loppersum.

## Vroege loopbaan
De Mepsche rapporteerde op verzoek van zijn beschermheer Viglius wat er speelde in Spiers. Vilglius was in 1542 in Brussel lid was geworden van de Geheime Raad en in 1549 werd hij de voorzitter. De Mepsche vertrok in 1552 uit Spiers. In datzelfde jaar werd in Vollenhove het gerechtshof Kanselier en Raden voor Overijssel, Drenthe en Lingen opgericht en in 1554 werd De Mepsche door de keizer daar tot kanselier benoemd. 
De Mepsche was inmiddels getrouwd met Catharina van Siegen, dochter van de burgemeester van Keulen Arnold van Siegen. De benoeming van De Mepsche als kanselier was een stap in het plan van de landsregering om meer eenheid in rechtsprak en bestuur te brengen en de gewestelijke autonomie te breken. De Staten van Overijssel waren fel tegen de aantasting van hun rechten en in de praktijk bleven de oude instanties rechtspreken volgens het landrecht.
In Groningen was de Hoofdmannenkamer de rechtsprekende instantie en tevens het bestuurscollege. De voorzitter (titel luitenant) Maarten van Naarden was er niet in geslaagd het gezag van de regering in stand te houden tegenover de lastige Groningers. Viglius bezorgde hem een functie bij het Hof van Holland en benoemde Johan de Mepsche tot luitenant van de Hoofdmannenkamer. In zijn aanstellingsbrief van de koning, gedateerd 4 augustus 1557, kreeg hij het recht om bij afwezigheid van de stadhouder, samen met de vier door de stadsraad gekozen hoofdmannen, alles te doen om de belangen van de koning te dienen en zorg te dragen voor de veiligheid en bescherming van de provincie. De wedde bedroeg 1200 carolus guldens. De Mepsche moest de eed afleggen ‘in handen van Viglius’.

## Ketterjager en informant
Maarten van Naarden had alleen Wederdopers vervolgd, maar De Mepsche vervolgde iedere pastoor die zich niet aan de Roomse kerkleer hield. Groningen was tolerant voor protestanten, trad niet op tegen de openlijke verkoop van calvinistische boeken en verzette zich tegen de komst van een bisschop in het nieuw gestichte bisdom Groningen.

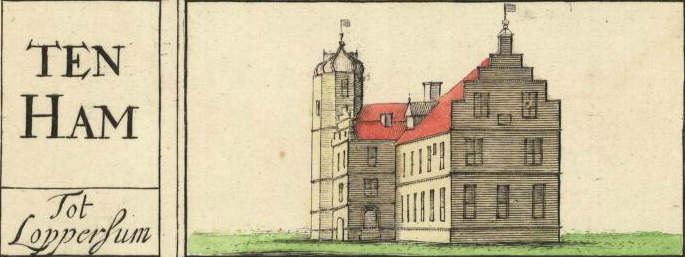
De borg Duirsum in 1678

De Mepsche was voor de regering in Brussel een belangrijke informant. Daar wilde men o.a. op de hoogte blijven van de plannen van de Hanze en daarom gaf Viglius De Mepsche de opdracht bij zijn schoonvader te informeren wat er op de Hanzevergadering in 1558 aan de orde was geweest. De Mepsches vrouw Catharina overleed omstreeks 1559 en omstreeks 1561 hertrouwde hij met Agnes van Munster. Door dit huwelijk verwierf hij de borg Duirsum (Den Ham).
De door de landvoogdes toegezegde gematigde inquisitie na het smeekschrift der Edelen leidde in Groningen tot een grote toeloop naar protestante preken. In september 1566 werd toegestaan dat er in de Minderbroederkerk protestantse diensten mochten worden gehouden. De Mepsche had dat aan de stad geadviseerd om onheil te voorkomen. Uit voorzorg werden de beelden en kostbaarheden door de stad ordelijk opgeborgen. De Mepsche had voor de kerk in Loppersum, waarvan hij proost en collator was, ook de opdracht gegeven beelden en kostbaarheden elders op te bergen. Maar hij rapporteerde aan de stadhouder niet deze ordelijke handelingen, maar stelde dat er sprake was geweest van een beeldenstorm. De plakkaten tegen de ketters werden opnieuw afgekondigd en hoewel daar niet meteen gevolg aan werd gegeven verhevigde De Mepsche zijn ketterjacht. Nadat de stad niet had gereageerd op herhaalde verzoeken van de landvoogdes om met de protestantse diensten te stoppen, dreigde De Mepsche dat er binnen drie dagen Spaans krijgsvolk voor de poorten zou staan als die diensten niet werden verboden. Uiteindelijk werd in maart 1567 de Minderbroederkerk door de protestanten ontruimd en werden de beelden en kostbaarheden teruggebracht. Op bevel van De Mepsche moesten de drie protestantse predikanten de stad verlaten.

## Voorspel van de Opstand

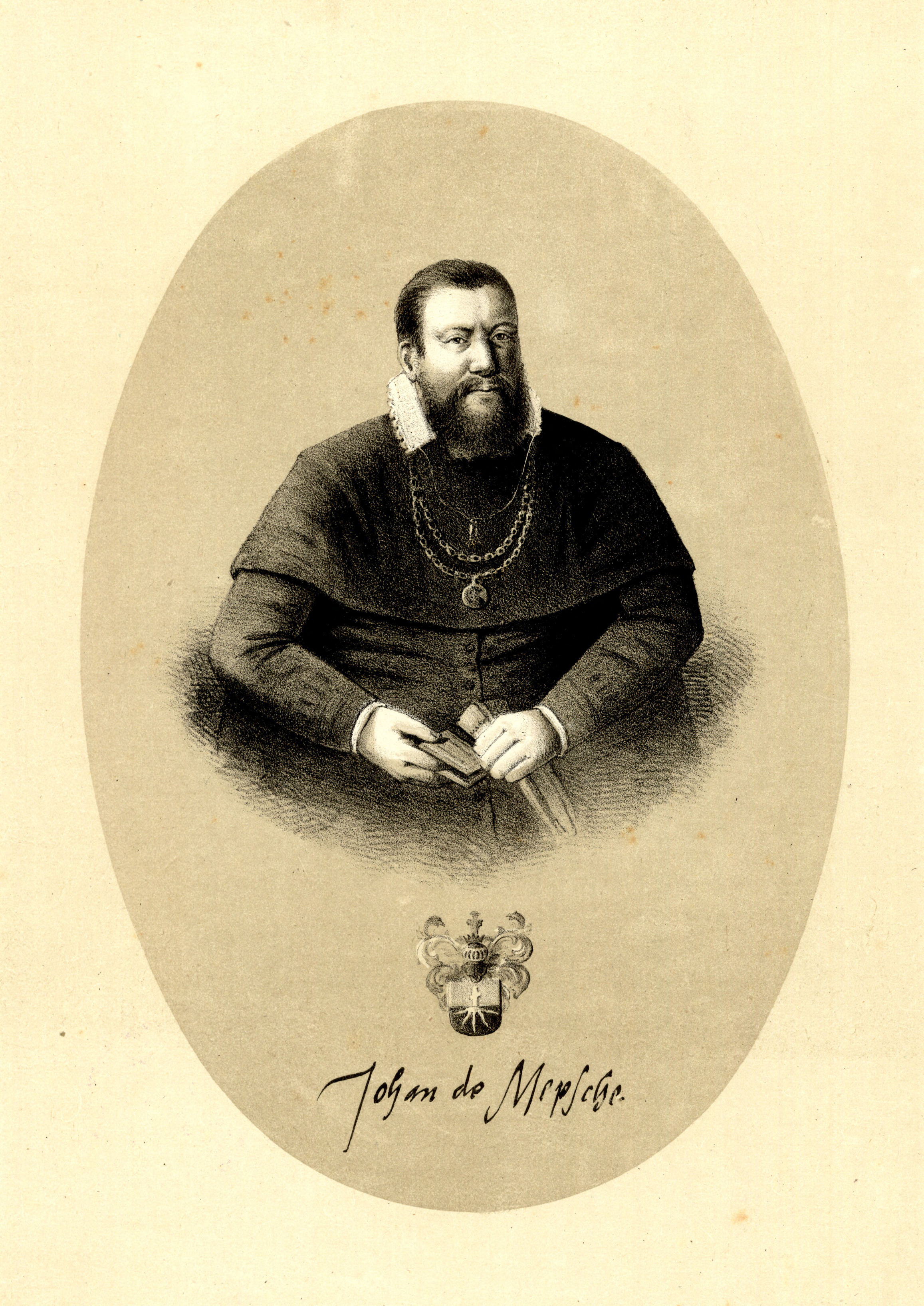
Portret van Johan de Mepsche naar het originele schilderij

In Brussel maakte men zich intussen zorgen over mogelijke aanvallen door uitgeweken protestanten vanuit Oost-Friesland en de legering van soldaten in Groningen was daarom van groot belang. De Mepsche rapporteerde aan de stadhouder dat de burgerij daar welwillend tegenover stond en op 6 juni 1567 trokken vier vendels huursoldaten de stad in. Op eigen gezag wees De Mepsche talloze hervormingsgezinde burgers aan en op 18 juni moesten zestig personen met vrouw en kinderen de stad verlaten. Andere door hem verdachte personen werden zodanig bedreigd dat ze vrijwillig vertrokken. Hij gaf bevel aan kerkenschenders in Oldambt en Gorecht het land binnen drie maal 24 uur te verlaten en op terugkeer stelde hij de doodstraf in het vooruitzicht. In de Ommelanden liet hij Mennonieten en Doopsgezinden beroven en verdrijven. De pastoors van Bedum en Slochteren en de vicarius van het Zandt werden eerst geschorst en daarna verbannen. De Mepsche wilde dat iedereen de katholieke eredienst bijwoonde en hij had overal spionnen die rapporteerden wie niet kwam opdagen. De meeste ballingen trokken naar Oost-Friesland en De Mepsche liet daar door spionnen hun doen en laten observeren en hij rapporteerde daarover aan Brussel.
Nadat in april 1568 de geuzen de Wedderborg, eigendom van stadhouder Arenberg, hadden veroverd, trok De Mepsche met luitenant-stadhouder Van Groesbeek naar Appingedam om de opmars van Lodewijk van Nassau te keren. De bevolking vreesde verwoestingen en overtuigde hen ervan dat deze niet versterkte plaats onverdedigbaar was. Terug in Groningen regelde De Mepsche dat zijn borg in den Ham bij Loppersum door enkele soldaten werd beschermd. Op 18 mei kreeg hij een bevelschrift van Lodewijk van Nassau, met als eis dat hij binnen twee dagen een verdrag met hem moest sluiten of 3000 thaler betalen. Zo niet dan zou zijn have en goed worden geconfisqueerd. Natuurlijk deed De Mepsche dat niet en daarop werden zijn borg en zijn beide huizen in Scharmer in brand gestoken en zijn landerijen in de Paddepoel onbruikbaar gemaakt. 

## Samenwerken met Alva en De Robles

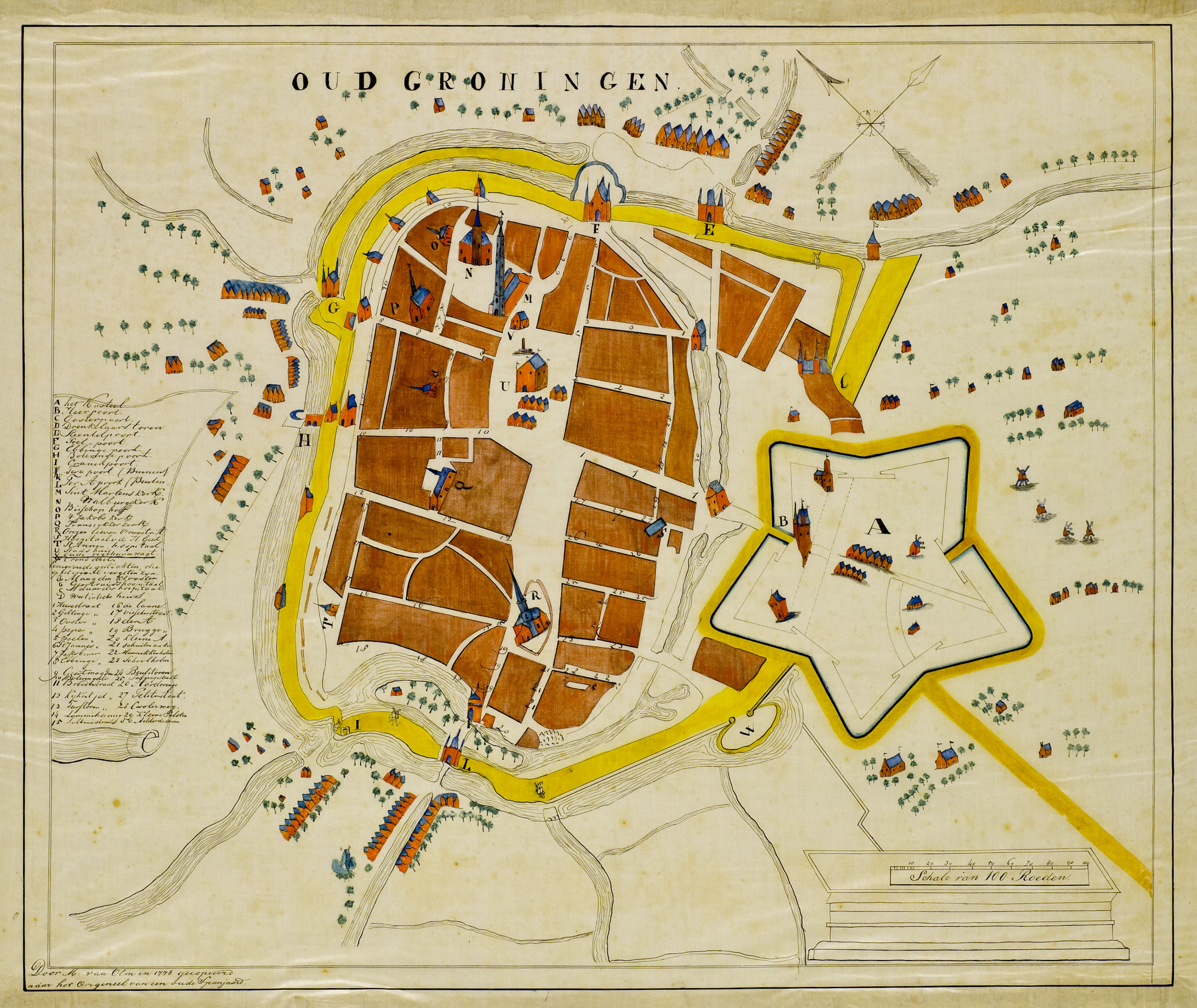
Plattegrond van de stad Groningen rond 1570 met de geplande citadel

Nadat Alva de troepen van Lodewijk van Nassau bij Jemmingen had verslagen trok hij naar de stad Groningen. De Mepsche knielde voor hem, dankte hem voor de redding en vroeg zijn hulp bij het uitroeien van ketters en oproerlingen. Alva ontwapende alle burgers en De Mepsche mocht op een landdag namens hem vertellen hoe de nieuwe situatie was. Als de stad de nieuw benoemde bisschop zou toelaten en de plakkaten streng zou toepassen zou hij hun oude voorrechten zoveel mogelijk respecteren. Ter voorkoming van onlusten zou er binnen de stad een sterk kasteel worden aangelegd. 
Bij zijn vertrek liet Alva de soldaten achter die al eerder in Groningen schandelijk hadden huisgehouden en dat deden ze opnieuw. Hij reageerde op de klachten door ze te vervangen door zes vendels Walen onder bevel van zijn kolonel Caspar de Robles. Deze kwam de stad binnen op 7 februari 1569 en rapporteerde al op 14 februari aan Alva dat de stad rustig was dankzij het wijze beleid van De Mepsche. In de stadsraad mochten alleen nog koningsgezinde burgers zitting hebben en voor de niet-loyale burgers richtte De Robles op de Grote Markt zijn wipgalg op. De Mepsche en de bisschop zouden de executies vanuit een huis aan de Markt hebben gadegeslagen.
Bij het onderzoek naar beeldenstormers wees De Mepsche de werklieden aan die beelden in opdracht van het stadsbestuur netjes hadden opgeborgen. Omdat ze dat niet met een schriftelijk opdracht konden bewijzen werden ze opgehangen. Er waren uiteraard geen bannelingen voor de bloedraad in Groningen verschenen en daarom werden in drie groepsvonnissen de bezittingen van 156 gevluchte Ommelanders verbeurd verklaard. Als rentmeester over die goederen werd aangesteld Feiko Frittema, een aangetrouwde neef van Viglius.
De Mepsche had op de rijksdag in Spiers de graven van Oost-Friesland aangeklaagd omdat ze de vijanden van de koning in bescherming namen. Het gevolg was dat graaf  Edzard op 6 maart 1571 aan De Mepsche liet weten dat hij de watergeuzen uit zijn havens zou verdrijven. De Mepsche liet de bewegingen van de watergeuzen observeren en rapporteerde daarover aan Brussel. De Robles was zeer ingenomen met de ijverige De Mepsche. Deze benoemde op eigen gezag een nieuwe hoofdman en zette de burgers in de stad onder druk om de zware belastingen op te brengen. De Ommelanders lieten hun syndicus op de landdag van 18 oktober bezwaar maken tegen de hoge belastingen. Daarop gaf De Mepsche hem bevel de stad uiterlijk 29 oktober 1571 te verlaten. De syndicus beklaagde zich hierover bij Alva en die droeg De Mepsche op hem in zijn functie te herstellen omdat hij niet zonder enige vorm van rechtspraak mocht worden verbannen.
Onder Alva’s opvolger Requesens werd een pardon afgekondigd voor degenen die berouw toonden en weer katholiek werden. Er werd weinig gebruik van gemaakt en aan twee die De Mepsche vijandig gezind waren werd het pardon geweigerd omdat hij anders hun goederen terug had moeten geven. De Robles benoemde in 1576 een nieuwe hoofdman die geen burger van stad Groningen was en uit protest stapten de andere hoofdmannen op. De Mepsche verklaarde dat hij de zaken wel samen met de nieuw benoemde afkon.

## Gevangen gezet als verrader
Op 23 november 1576 werd De Robles door zijn eigen soldaten gevangen genomen en De Mepsche werd als verrader in zijn huis onder arrest geplaatst en bewaakt door 50 soldaten. Over hem ging het gerucht dat hij gezegd zou hebben dat er eerst nog 500 burgers opgehangen moesten worden, voordat er vrede kon zijn. Hij sprak dit tegen, maar het gerucht was een reden om hem vast te houden en te boeien. De Ommelanden hadden bij de Raad van State geklaagd over ‘de vele knevelarijen, afpersingen en andere ongeoorloofde daden’ en wilden zijn ontslag. De Raad van State droeg  de graaf van Rennenberg op een verslag te maken van De Mepsche’s wandaden, maar toen dat op 5 maart 1577 nog niet beschikbaar was, moest hij op grond van het Eeuwig Edict worden vrijgelaten. Maar hij was niet vrijgesteld van vervolging en op 5 april werd hij naar Brussel overgebracht. Popko Ufkens werd toen benoemd tot luitenant van de Hoofdmannenkamer.
Een commissie van onderzoek kreeg met enige moeite 147 getuigenissen bij elkaar en De Mepsche kreeg twee weken om met zijn verweer te komen. In plaats daarvan vertrok hij naar Groningen waar hij zijn functie van luitenant opeiste. De Robles was op grond van het Eeuwig Edict ook vrijgekomen en was van plan met 300 ruiters en 10 vendels voetvolk Delfzijl te verrassen. Daarbij zou volgens een getuigenverklaring De Mepsche hem behulpzaam zijn. Daarom werd deze op 12 augustus weer onder huisarrest geplaatst. Op 8 juni 1578 vroeg hij opheffing van huisarrest om gezondheidsredenen. Hij wilde zich vrij door de provincie kunnen bewegen en dat verzoek werd ingewilligd onder de voorwaarde dat hij geen brieven of boodschappers naar vijanden van de  stad zou sturen. Hij ging eerst naar zijn slot bij Loppersum en in december vertrok hij naar Jever in Oost-Friesland. Daar zou hij in opdracht van de Spaanse regering graaf Edzard moeten overhalen om strenger te zijn tegen de daar verblijvende bannelingen en de Spaanse belangen te laten meetellen.

## Eerherstel na ommezwaai Rennenberg

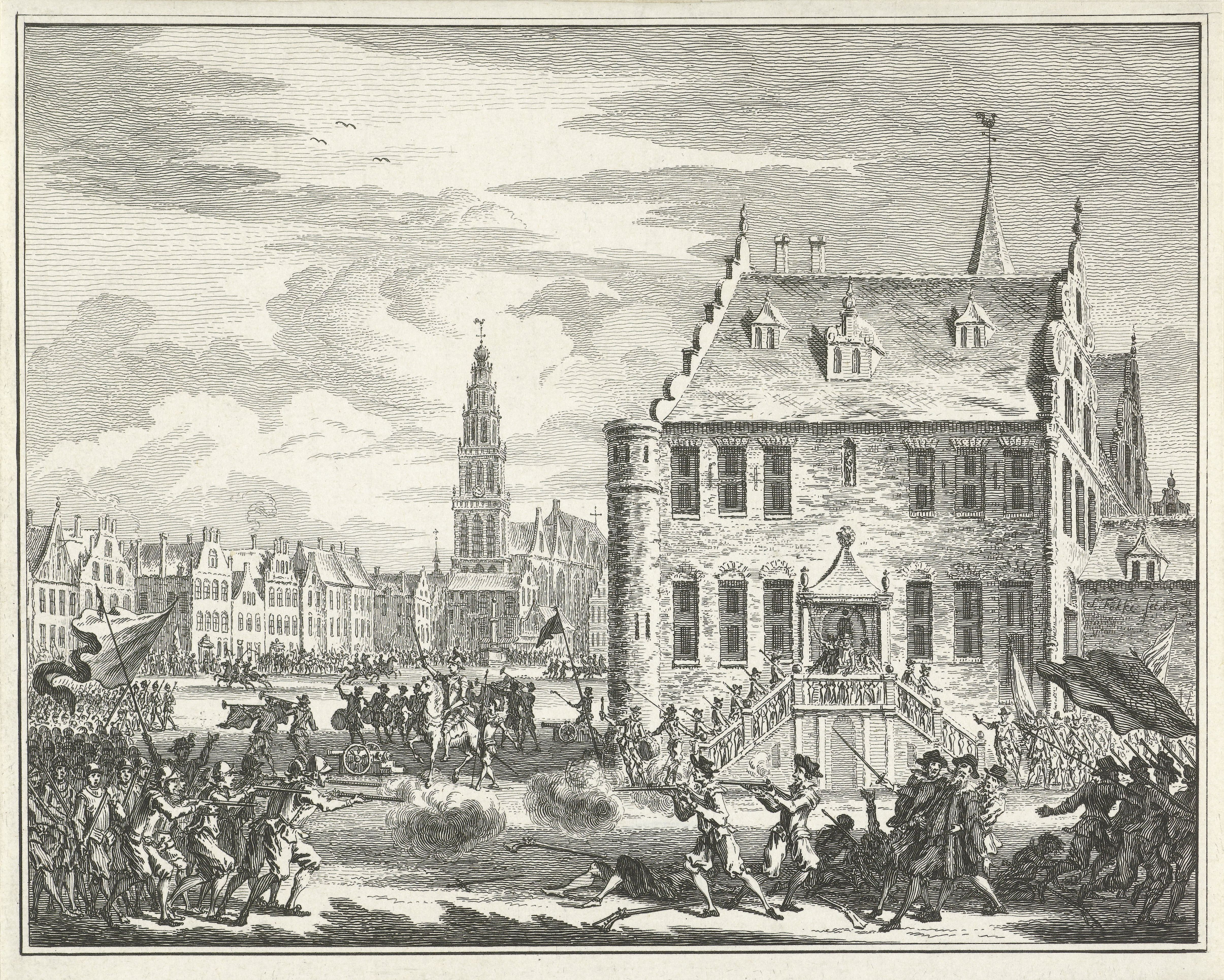
Groningen veroverd door de troepen van Rennenberg, 1580

Op 3 maart 1580 gingen Rennenberg en de stad Groningen over naar de Spaanse kant. Nadat het Staatse leger op 17 juni 1580 bij Hardenberg was verslagen, vertoonde De Mepsche zich weer in de stad Groningen. Tijdens die slag was Popko Ufkens omgekomen, dus de luitenantsfunctie was weer vrij. Hij werd ook weer proost van Loppersum. Ketters waren niet meer veilig en pastoors die afweken van de katholieke religie werden weggestuurd. Van elke nieuwe pastoor moest eerst de juiste gezindheid worden onderzocht door een commissie van geestelijken, voordat hij kon worden benoemd.
De Mepsche liet steeds meer rechtszaken direct door de Hoofdmannenkamer behandelen, waardoor de rol van de Landwarven werd uitgehold. 
De goederen van degenen die waren uitgeweken werden verbeurd verklaard en De Mepsche verdeelde die aan zijn getrouwen en vergat zichzelf daarbij niet.  Hij probeerde steun te verwerven bij de Ommelanders door zijn dochter Agnes uit te huwelijken aan Aepko van Ewsum, een telg uit een invloedrijke Ommelander familie. Maar het resultaat was dat de Ommelanders Aepko gingen wantrouwen. In 1582 richtten de Ommelanden een eigen kamer op met een eigen luitenant.
De Mepsche bleef een ijverige ketterjager. Hij liet burgers uit de stad verbannen, dwong doopsgezinden hun kinderen te laten dopen en liet pastoors en kerkgangers in de gaten houden. Soms leidde hij zelf een seend en in 1584 meende hij zelfs dat het vrij goed ging met de katholieke religie. Op 3 april 1585 hield Johan de Mepsche in Loppersum nog een seend, hoewel hij al ziek was. Hij bleek te zijn aangetast door de pest en hij overleed op 7 april. Hij werd op 10 april in Loppersum begraven.